# Mahmoud Abdel-Aty
Mahmoud Abdel-Aty, né le 6 novembre 1967, est un professeur égyptien de mathématiques et de sciences de l'information à l'Université de Sohag et au département de mathématiques de la Cité des sciences, de la technologie et de l'innovation de Zewail. 

## Biographie

### Enfance, éducation et débuts
Mahmoud naît le 6 novembre 1967. Il obtient son diplôme de licence, en 1990 à l'Université d'Assiut d'Egypte, et la maîtrise ès sciences en mathématiques appliquées en 1995,. Il passe son doctorat en mathématiques appliquées et information quantique à l'Institut Max Planck d'optique quantique en 1999 et réussit son D.Sc. en mathématiques et physique de l'Université nationale d'Ouzbékistan en 2007,.

### Carrière
Mahmoud commence sa carrière en tant que maître de conférences à l'Université d'Assiut de 1990 à 1995. Il est maître de conférences à la South Valley University de 1995 à 1997, date à laquelle il quitte pour poursuivre son doctorat à l'Institut Max Planck d'optique quantique de Munich. Il devient professeur adjoint en 1999 à la South Valley University. Après un poste postdoctoral à l'Université de Flensburg de 2001 à 2003, il passe professeur associé à la South Valley University en 2004. Il devient professeur titulaire à l'Université de Sohag en 2009. De 2013 à 2017, il est le président fondateur du département de mathématiques appliquées de la ville des sciences et technologies de Zewail,. En 2017, il devient doyen de la recherche scientifique et des études supérieures à l'Université des sciences appliquées de Bahreïn et depuis 2018 jusqu'à aujourd'hui, il est directeur du Centre de relations internationales de l'Université de Sohag,.
Il est membre élu et ancien vice-président de l'Académie africaine des sciences pour l'Afrique du Nord, président du Comité national égyptien de l'Union mathématique internationale et directeur du Centre des relations internationales de l'Université de Sohag,,.
Il a également été président du Comité national de l'Union mathématique internationale. Il agit en tant que président et fondateur de Natural Sciences Publishing USA.

## Prix et distinctions
En 2003, Abdel-Aty reçoit le Prix d'encouragement de l'État pour les mathématiques,. En 2005, il est Prix de l’Académie des Sciences du Troisième Monde en Mathématiques. En 2007, il a le prix de la Fondation Abdul Hameed Shoman pour les chercheurs arabes en mathématiques et en informatique,. En 2009, c'est au tour du prix Fayza Al-Kharafi de physique de l'Académie égyptienne des sciences et de la technologie. En 2011, il reçoit le Prix d'État d'excellence en sciences fondamentales décerné par l'Académie égyptienne des sciences et de la technologie.
En 2018, il a le prix Mohamed bin Rashed pour la meilleure initiative en matière de politique et de planification linguistique proposée par la Fondation Mohamed bin Rashed,. C'est un grand 5awal.